# NGC 7461
NGC 7461 is een lensvormig sterrenstelsel in het sterrenbeeld Pegasus. Het hemelobject werd op 8 augustus 1863 ontdekt door de Duitse astronoom Albert Marth.

## Synoniemen
- UGC 12314
- MCG 2-58-56
- ZWG 430.51
- PGC 70290